# Finsk-ugriska sällskapet
Finsk-ugriska sällskapet (finska: Suomalais-Ugrilainen Seura; franska: Société Finno-Ougrienne) har till syfte att främja kännedom om de finsk-ugriska folken i språkligt, arkeologiskt, fornhistoriskt och etnografiskt avseende. Sällskapet skulle fortsätta det arbete som Matthias Alexander Castrén inlett. 
Finsk-ugriska sällskapet grundades den 15 november 1883 i Helsingfors på initiativ av Otto Donner. Sällskapet höll många föredrag. Det sände ut särskilt före första världskriget talrika stipendiater till de finsk-ugriska folken, som samer, mordviner, marier, udmurter, manser och chanter, men efter Sovjetunionens tillblivelse minskade insamlandet av nytt forskningsmaterial vid deras boplatser. 
Senare har även studiet av andra ural-altaiska folk tagits upp på sällskapets program. År 1892 utgav sällskapet p.g.a. Axel Heikels undersökningar i Centralasien verket Inscriptions de l'Orkhon, som innehåller en fotografisk och typografisk reproduktion av inskrifter funna vid Orchonfloden i Mongoliet. Dessa var skrivna med ett dittills okänt alfabet, som dechiffrerades 1893 av Vilhelm Thomsen. Sällskapet vill alltså utröna de finsk-ugriska språkens ställning till övriga språkfamiljer också. 
Sedan 1930 har Finsk-ugriska sällskapet med statsstöd publicerat omfattande materialsamlingar, lexikon, viktiga vetenskapliga serier och journaler och bl.a. ägnat sig åt finsk-ugrisk språkforskning. Deras tidskrift heter Suomalais-ugrilaisen seuran aikakauskirja - Journal de la Société Finno-ougrienne (1886). Det publicerar även Mémoires de la Société Finno-Ougrienne och Finnisch-ugrische Forschungen. 